# Trudove, Tokmak
Trudove (în ucraineană Трудове) este un sat în comuna Ostrîkivka din raionul Tokmak, regiunea Zaporijjea, Ucraina.

## Demografie
Componența lingvistică a localității Trudove
     Ucraineană (94,12%)
     Rusă (5,88%)
Conform recensământului din 2001, majoritatea populației localității Trudove era vorbitoare de ucraineană (94,12%), existând în minoritate și vorbitori de rusă (5,88%).